# 工藤めぐみ
工藤 めぐみ（くどう めぐみ、1969年9月20日 - ）は、1990年代に活動した日本の元女子プロレスラー。千葉県出身（埼玉県生まれ）。最終所属FMW。夫はプロレスラーのBADBOY非道（高山秀男、2021年10月死別）。

## 略歴
高校1年の1986年、全日本女子プロレスに入門、同年8月8日に前田薫（後のKAORU）戦でデビュー。同期にアジャコング、バイソン木村、KAORUらがいる。当初は同期生の中で最も強かった。
1987年空位の全日本ジュニア王座決定トーナメントに参加。2月26日川崎市体育館にて行われた決勝戦に進出も浅生恭子に敗北。
1988年3月24日の豊田真奈美戦を最後に、同年4月9日に全女を退団した。その後、保育士の助手に転身したが、1990年3月10日のFMW後楽園ホール大会に、全女時代同期だった豊田記代（後のコンバット豊田）・天田麗文と共に、乱入という形で参戦し現役復帰。FMWの女子プロレスを活性化させる。
抜群のルックスを誇り、FMW参戦当初はヒールレスラーだったが、後にベビーフェイスに転向し、プロレス週刊誌において、男子レスラーを押しのけ、女子プロレスラーとして初の単独表紙を飾るなど、プロレス界随一のアイドルレスラーとして大仁田厚と共にトップに君臨して人気レスラーになる。
1996年5月5日にコンバットとともに行ったデスマッチを皮切りに過激なプロレスの舞台に飛び込み、大仁田の引退後はその代わりとなるように新生FMWの屋台骨を支え、『邪道姫』の通称で呼ばれた。
工藤自身初の本格的なデスマッチとなった1996年のコンバットとの試合は、女性としては史上初の有刺鉄線デスマッチであっただけでなく、ロープの代用としての有刺鉄線を感電させたうえで、そこに爆薬を装着したもの―いわゆる『電流爆破デスマッチ』―であった。女性レスラーとしては前代未聞であったこの過激なデスマッチは、国外においても『史上初の女性によるハードコア・レスリング』として記録されることが多々ある。このことから、デスマッチ路線に突入したのはその経歴のごく晩期に過ぎないにもかかわらず、国外にあっては『デスマッチの工藤』や『ハードコアの工藤』、『ハードコアの女王』などとしてその名を馳せた。。
1997年4月29日に横浜アリーナでのシャーク土屋との電流爆破マッチを最後に現役を引退した。その年に発売されたプロレスのトレーディングカード「1997 SPARKLING FIGHTERS」に、150枚限定で工藤が実際に着用した水着を裁断し封入したカードが混入され話題を呼んだ。
1998年にBADBOY非道と結婚した。その後は主婦業の傍ら、プロレス番組の解説や、女子格闘家のプロデュース及びタレントとして活動を行っている。
2015年、「超花火プロレス」エグゼクティブプロデューサーに就任。
2020年7月、プロレスリングZERO1のゼネラルマネージャーに就任。
2021年10月17日、病気療養中だった夫の非道が死去。同月30日に工藤がゼネラルマネージャーを務めるZERO1の東京タワー特設リング大会において非道の追悼セレモニーが行われ、工藤はリング上から挨拶を行っている。

## 人物
- 男子レスラーも認める強さを備えていたが、試合では伝えるプロレスを目指し、プロレスの奥の深さを追究する。
- 重傷を負っても、ドクターストップがかかっても、危険なデスマッチや過激なプロレスを行い女子プロレスの評価を上げた。
- 多団体との対抗戦より、FMW入団時の目標「女子部でメインイベント」を重視した。
- 全女「昭和61年組」の中で顔に似合わず一番気が強く、倒れるまで練習する子だったと恩師であるジャガー横田が語っている[要出典]。
- クールビューティーな美貌と気さくな性格で男性ファンのみならず女性ファンも多く、小杉夕子など工藤の影響で女子プロレスラーになっている。
- 先輩のダンプ松本からはデビュー当時から現在まで可愛がられており、プライベートでも大変に親交が深い。度々互いのブログ内で登場している。
- アジャコングは同期からも「アジャ」と呼ばれることが多いが、現在も工藤だけは本名の「江利花」と呼ぶ。
- 大の愛犬家でもある。
- 医療事務・リンパセラピストの資格者。

## タイトル歴
FMW
- WWA&インディペンデントワールド世界女子王座（第2代、第4代、第7代、第11代、第14代、第16代）

プロレス大賞
- 功労賞（1997年）

## 得意技
- くどめドライバー

変形のタイガードライバー。本家三沢光晴の「タイガー・ドライバー'91」とフォームが酷似しているが、三沢バージョンが両膝を付くように着地して相手の脳天をピンポイントでマットに叩きつけるのに対し、工藤バージョンは正座するように着地して相手の後頭部をピンポイントで叩きつける技である。本家同様受け身の取りづらい危険度の高い技であり、大一番のみで使用した最上級のフィニッシュ・ホールド。通常のタイガードライバーも使用した。
- スピニングクドウドライバー

変形パイルドライバーの一種で、くどめドライバーを上回る究極のフィニッシュ・ホールド。相手をリバースゴリースペシャルの体勢で担ぎ上げ、そのまま尻もちをついて上下逆さまになった相手の脳天をマットに叩きつけるという極めて危険度の高い技。グレゴリー・ヘルムズが「バータブレイカー」の名で使用していたが、危険度が高すぎるとしてWWEで使用を禁じられた。
- ハーフリスト・アームサルト

スープレックスの一種。相手の片腕を取り、その脇に自分の頭を入れ反り投げ、自身はブリッジして相手の体を抑え込みピンフォールを狙う。工藤がフィニッシュ・ホールドとして多用した技。
- ジャンピング・ヒップ・アタック

相手に向かってジャンプすると同時に空中で振り返り、臀部（尻）を相手に突き出して相手にぶつける技。全女時代の師匠ジャガー横田の得意技であり、ジャガーが一線を退いてからは工藤が受け継いだ。身軽で跳躍力のある工藤にとっては自分の特徴を活かせる技であった。
- フランケンシュタイナー

ジャンピング・ヒップ・アタックと同様、身軽で跳躍力のある工藤が得意にした技。特に雪崩式フランケンシュタイナーはアジャから「幻のピンフォール」を奪うほどの威力があった。
- トペ・スイシーダ

やはり身軽で跳躍力のある工藤が得意にした技。
- 変型ドラゴン・スリーパー

ドラゴン・スリーパーとチキンウィングフェイスロックの合わせ技のような関節技。FMWの道場では男子レスラーに劣らぬほどの実力を誇ったという工藤の「シューター」としての片鱗を垣間見せるような技。
- スイングDDT
- タイガー・スープレックス
- ウラカン・ラナ・インベルティダ

## 入場曲
- DANGER ZONE（映画『トップガンより） 1990年
- I'd Die For You（ボン・ジョヴィ)  1990-1992年
- Keep On Running（シングル曲のインストメンタル） 1992年-1995年
- ワン・ウェイ・ハート（オリジナル曲） 1995年–1997年

## テレビ出演
- 月曜ドラマスペシャル「女のサスペンス2・ブライダルコーディネーターの事件簿 疑惑の花嫁」（1997年6月9日、TBS）
- 有吉eeeee！（2023年4月22日、テレビ東京）

## 写真集
- Body Message（1995年12月、彩文館出版、撮影：野川イサム）ISBN 978-4916115485
- Still Dream（1996年12月、F.T.B.、撮影：清水清太郎）ISBN 978-4894510135
- Stand Up（2000年12月、ワニブックス、撮影：西田幸樹）ISBN 978-4847024153
- HYPER PRO-WRESTLING ALBUM Vol.2 Kudome（1997年5月、ベースボールマガジン社）

## ビデオ
- Squall（1996年12月、東芝EMI）
- anthology（1997年4月、東芝EMI）

## CD
- KEEP ON RUNNING（1992年12月、ソニー・ミュージックエンタテインメント）

## 資料
1. ↑  公式プロフィール
2. ↑  「本当に弱音を吐かなかった」ゼロワン非道さん追悼セレモニー　妻の工藤めぐみＧＭが胸中 - 東スポWeb 2021年10月30日
3. ↑  History of the Hard Core Wrestling Match（英語） - BBC
4. ↑  Kudos for Kudo（英語） Mike Lorefice
5. ↑  【ゼロワン】非道さん追悼セレモニー　妻の工藤めぐみＧＭ「私にとっては本当に優しいデスマッチファイター」 - 東スポWeb 2021年10月30日